# 銅屋新右衛門
銅屋 新右衛門（あかがねや しんえもん、生没年不詳）は、戦国時代の冶金家。姓は平安。

## 経歴・人物
文亀から永正年間に摂津国川辺郡山下村で銅の精錬法の一つである山下吹を創案したと伝わる。子孫は代々銅屋を襲名した。

## 山下吹
戦国時代当時、中国・四国・九州各地の銅山は、既に採掘年代が古かったため、含銅量および品位の高い酸化銅を多く含む部分は掘り尽くされ、残るは品位の著しく低い硫化銅の含有量が高いものであった。そのため、旧来の製錬法にては鈹湯の量が少なく、そのまま真吹を続行するのが難しくなっていた。
新右衛門が考案したとされる山下吹は、酸化製錬法の一つで、まず鍰を除きながら素吹に達し、一旦銅鈹を剥離させる。一旦作業を中止し、上記の方法を反復し、銅鈹を集め、適量に達すると炉に装入し、木炭の火力によって熔融させ硫黄分および鉄分を除去し、粗銅を作る。
この山下吹の開発により、銅貨の発行および貧鉱の開発が進んだ。